# شيخ فيض الله
قرية شيخ فيض الله (بالكردية: شێخ فەیزوڵا)‏ هي إحدى قرى ناحية قورة تو في قضاء خانقين ضمن الحدود الإدارية لمحافظة السليمانية لأنها ضمن مناطق إدارة كرميان في إقليم كردستان العراق.